# Dark Parables
Dark Parables is een franchise van casual verborgen objecten spellen waarvan de eerste 7 delen ontwikkeld werden door Blue Tea Games. Daarna kwam de spelreeks tot en met deel 13 in handen van Eipix Entertainment waarna het terug naar Blue Tea Games ging. Alle spellen worden gedistribueerd door Big Fish Games.  De franchise bestaat momenteel uit 16 spellen en is beschikbaar voor Microsoft Windows, iPad en iPhone.

## Spelbesturing
Elk spel bestaat uit diverse locaties. Op de meeste locaties moet de speler een zoekpuzzel oplossen: er liggen verschillende onderdelen van een object verborgen. De speler dient de onderdelen te zoeken om zo het object te monteren. Deze objecten komen in een inventaris die gebruikt wordt om bijvoorbeeld deuren te openen of andere objecten te herstellen. Verder zijn er ook nog logische puzzels.
De spelbesturing en te nemen acties evolueren over de titels. In de eerste spellen waren de zoekpuzzels min of meer statisch en waren objecten in de inventaris onmiddellijk bruikbaar. In latere spellen moest men in de zoekpuzzels of in het eigenlijke spelverloop ook objecten verschuiven. Sinds episode acht dient men in de inventaris ook objecten te combineren om zo een nieuw object te maken.

## Achtergrond
Steven Zhao, creatief directeur van Blue Tea Games, zei in een interview dat de franchise gebaseerd is op de stripboekenreeks Fables en het spel Mystery Case Files: Return to Ravenheart.

## Spellen
Elk spel bestaat uit het hoofdspel en een bonusspel. Het bonusspel kan pas worden gespeeld na beëindiging van het hoofdspel.
Elk deel gaat over een duistere kant van een sprookjesfiguur. In het hoofdspel bestuurt de speler een personage waarvan men enkel weet dat dit een mannelijke detective is. In het bonusspel is de speler ofwel de detective ofwel een nader gespecifieerd sprookjespersonage.
Vanaf deel 6 is de reeks niet verder beschikbaar in het Nederlands.

### Deel 1 - Vloek van Doornroosje
Dit spel is gebaseerd op het sprookje Doornroosje. De speler wordt gestuurd naar het Schotse Edinburgh dat dreigt overwoekerd te worden door doornstruiken. Volgens geruchten zou de echte Doornroosje nog steeds slapen in een verborgen kamer van een kasteel. De slechte fee, die destijds de vloek over Doornroosje uitsprak, heeft een nieuw lichaam nodig en wil dit van Doornroosje nemen. De speler dient Doornroosje te wekken en de slechte fee voor eeuwig te verdrijven naar het hiernamaals. 
Het bonusspel heet De spinnenkamer. Daar blijkt dat Doornroosje nog een zuster had: prinses Ivy. Zij blijkt de eerste grote liefde te zijn van de Kikkerkoning.

### Deel 2 - De verbannen prins
In dit spel staan elementen uit het sprookje De kikkerkoning centraal. De detective wordt naar het Zwarte Woud in Duitsland gestuurd nadat de dochter van de kanselier verdween. Volgens geruchten leeft de kikkerkoning nog steeds omdat hij vervloekt is om oneindig te leven. Hij zou zich schuilhouden op verlaten paden in het bos om toevallige voorbijgangers te ontvoeren in de hoop dat zij de oplossing zijn tot het verbreken van de vloek.
Het bonusspel heet Het bevroren hol en is een aanloop naar Bewind van de Sneeuwkoningin.

### Deel 3 - Bewind van de Sneeuwkoningin
In de Zwitserse Berner Alpen dient de detective op zoek te gaan naar vermiste kinderen. De sneeuwkoningin is verezen en teistert nabijgelegen dorpen waarbij ze op zoek is naar het gouden kind. De detective moet de ontvoerde kinderen redden en de Sneeuwkoningin uitschakelen.
Het bonusspel is gebaseerd op personages uit Hans en Grietje en is een prequel van Bewind van de Sneeuwkoningin. Hans dient Grietje te redden van een heks. Hans wordt beloond en krijgt de krachten van een gouden kind. Echter hebben zijn acties ertoe geleid dat een kwaadaardige koningin is verrezen.

### Deel 4 - Zusters van de Rode Mantel
In de Franse Vogezen blijkt een geheime orde te bestaan: De zusters van Roodkapje. Eeuwen eerder werd het eerste Roodkapje door een jager gered van de wolf. Nu blijkt dat een moederwolf, en nakomeling van voornoemde wolf, wraak wil nemen op de orde. Daarom wil ze weerwolven over de aardbol verspreiden zodat het steeds de nacht van de volle maan is. De detective werkt samen met de orde om de moederwolf te verslaan.
Het bonusspel verhaalt hoe Mistrijk werd overmeesterd door de Mistwolven. De speler is "de jongen die voor de wolf waarschuwde" (in de context van een vals alarm geven). De jongen dient zijn vader te redden van de hebzuchtige koning van Mist en een zeemeermin te bevrijden die gevangen wordt gehouden door een heks. Ten slotte is de speler getuige van de ondergang van de koning en het rijk.  

### Deel 5 - De laatste Assepoester
In de Italiaanse Monti del Matese jaagt een peettante al decennialang op huismeiden in de hoop een echte Assepoester te vinden: een maagd met een zuiver hart. De detective dient samen met Pinocchio de kwade plannen van de peettante te doen stoppen om zo Assepoester haar zuivere ziel te redden.
In het bonusspel De oosterse Assepoester is de Chinese prinses Shan Mao (een Assepoester) door de Spinnenkoningin omgevormd tot een vos. De Spinnenkoningin blijkt prinses Chi te zijn, de stiefzus van Shan Mao.  De speler is de verloofde van Shan Mao en start een queeste om Shan Mao te redden. Daarbij krijgt hij hulp van de peettante (voordat deze laatste kwaadaardig werd). Ook wordt duidelijk dat de peettante ooit een relatie had met Geppetto.

### Deel 6 - Jack and The Sky Kingdom
De speler wordt naar de Nederlandse regio Alblasserwaard gestuurd omdat daar onderdelen van een "Koninkrijk in de Wolken" zijn terechtgekomen. Blijkbaar vond Jack, bijgestaan door Robin Hood-achtige schatzoekers en zijn vriendin Emma (voormalig lid van de orde "Zusters van de Rode Mantel"), ooit vanop de aarde een weg naar dat koninkrijk. Tijdens hun laatste rooftocht in het koninkrijk werden ze betrapt door de reus. De groep vluchtte richting de bonenstaak om zo terug op aarde te geraken. Eenmaal beneden hakte Jack de bonenstaak om, maar besefte niet dat hij de eerste/enige was die de begane grond had bereikt.
In het bonusspel Repelsteeltje en de Koningin is de dochter van de koningin van het "Koninkrijk in de Wolken" ontvoerd door Repelsteeltje. De speler is de koningin die haar dochter tracht te redden. Daarbij krijgt ze hulp van Klein Duimpje en de feeënkoningin.

### Deel 7 - Ballad of Rapunzel
De detective wordt naar de berg Sněžka gestuurd in Tsjechië. Daar was ooit het oude koninkrijk Floralia dat genoemd werd naar de Romeinse godin Flora.  Dit spel start tien jaar voor de gebeurtenissen in Bewind van de Sneeuwkoningin.  De speler zoekt samen met Gerda en prins Ross Red (De verloren tweelingbroer van Sneeuwwitje) naar de oorzaak van het dodelijke stuifmeel dat over het land waait. 
In het bonusspel "De vloek van Duimelijntje" is Gerda op zoek naar Kai (dewelke verdween aan het begin van "Ballad of Rapunzel"). Gerda ontmoet prins Gwyn (zoon van Sneeuwwitje) na tien jaar opnieuw.  Flora is vervloekt door de slechte heks Gothel waardoor zij nog slechts enkele centimeter groot is. Daarbij is ze haar naam vergeten en gaat ze door het leven als Duimelijntje. Om er zeker van te zijn dat Flora de vloek niet kan opheffen, wordt ze bespiedt door Gothel's leger van vliegende apen.

### Deel 8 - The Little Mermaid and the Purple Tide
Het verhaal speelt zich af op Kreta nadat een paarse vloedgolf al het zeeleven doodde en tot in het nabijgelegen stadje vloeide. Volgens inwoner Elder gebeurde eenzelfde incident enkele eeuwen eerder, maar was de impact toen veel kleiner. In beide gevallen werden zeemeerminnen opgemerkt. Een kracht onder de oceaan wil de wereld daarboven vernietigen. Het is de taak aan de detective om het geheim van de vloedgolf te achterhalen.
Het bonusspel bevat elementen uit De trouwe Johannes en Blauwbaard.

### Deel 9 - Queen of Sands
In de Franse Provence zijn verschillende dorpsbewoners vermist. In de purperen mist lopen monsterlijke wezens, ontstaan uit nachtmerries van de mensen en levend gemaakt door de waanzinnig geworden koningin van de zandmannetjes. De Zusters van de Rode mantel werden al opgeroepen. Zij hebben hun handen vol met het verjagen van een wild beest dat zich aan de rand van het stadje schuilhoudt.
Het bonusspel bevat elementen uit De zeven raven: een meisje heeft sinds haar kinderjaren last van vreselijke nachtmerries. Op een dag ontdekt ze dat ze nog zeven broers heeft die in raven zijn veranderd. Ze zoekt een manier om de vloek ongedaan te maken: dit lukt gedeeltelijk; haar broers komen terug in hun menselijke vorm, maar zij is gedoemd om een zandmannetje te worden.

### Deel 10 - Goldilocks and the Fallen Star
Het koninkrijk Barsia werd overspoeld met mechanische dieren die de inwoners aanvallen. Koningin Valla geeft de detective de taak om de oorsprong van deze dieren te achterhalen. Daarvoor moet gezocht worden naar een geheimzinnig artefact. Blijkbaar heeft Goudlokje iets te maken met de inval.
Het bonusspel bevat elementen uit Het zwanenmeer van Pjotr Iljitsj Tsjaikovski.

### Deel 11 - The Swan Princess & The Dire Tree
Op Dire Island, de thuishaven van de zwanen uit Het zwanenmeer, ontstaan overal gaten waardoor het eiland uit elkaar dreigt te vallen. Wellicht heeft een van de zwanen, en meer bepaald de zwanenkoningin, het magische zaad gestolen om aan de macht te komen. Een ander gevolg van de diefstal is dat de godin Floralia geen nieuwe planten en bomen kan zaaien.

### Deel 12 - The Thief and the Tinderbox
Op de vooravond van het huwelijk van Gerda en Gwyn wordt het woud van het koninkrijk in vuur gezet door een pyromaan. Deze is op zoek naar een artefact dat terreur veroorzaakt over de hele wereld.

### Deel 13 - Requiem for the Forgotten Shadow
Het dertiende deel uit de spellenreeks. De beta versie kwam uit op 17 november 2016. Op 24 februari 2017 verscheen de verzamellaarseditie op het internet. Het is het laatste deel ontwikkeld door Eipix Entertainment.
De detective reist naar de Zwitserse Alpen waar de inwoners van het dorpje Anaben hun schaduw verliezen. Dit alles wordt veroorzaakt door een gevallen kwade macht.
In het bonusspel moet de detective de hertog en hertogin van Anaben redden van een kwade macht. Deze kwade macht staat ook op het punt om een andere kwade macht op te roepen.

### Deel 14 - Return of the Salt Princess
Vanaf dit deel wordt het spel terug ontwikkeld door Blue Tea.
De detective reist terug naar Krakow in Polen waar voorwerpen in zout veranderen. Dit alles wordt veroorzaakt door de prinses. In het bonusspel bestuurt de speler Prinses Wanda. Het verhaal is gebaseerd op de godin Chang'e en De Maanprinses.

### Deel 15 - The Match Girl's Lost Paradise
De detective reist af naar het Deense Funen waar huizen worden getroffen door branden. De inwoners zijn spoorloos. Men vermoedt dat ze in de brand zijn omgekomen, maar er worden nergens lijken of asresten van hen gevonden. Al snel wordt duidelijk dat een meisje betoverde lucifers verkoopt waarmee mensen hun dromen waar kunnen maken. Echter, nadat de droom is uitgekomen, ontstaat de brand en wordt de persoon in kwestie vervoerd naar een spiegelland.
In het bonusspel droomt de koning ervan om weer jong te worden. Een meisje ontdekt dat ze met haar lucifers dromen kan waarmaken. Omdat ze vindt dat de wereld slecht is, denkt ze dat mensen beter af zijn wanneer ze in hun dromenland vertoeven.

### Deel 16 - Portrait of the Stained Princess
De detective reist naar Spaanse Cisneros. Daar hebben twee studenten van een kunstacademie in een verlaten kasteel een schilderij gevonden van "The Princess and the Duckling"  (De Prinses en het eendenkuiken) Plots komt de prinses tot leven en ze trekt een van de studenten in het schilderij.

## Uitgifte
Vanaf deel 8 is de reeks niet langer in het Nederlands beschikbaar.
| Datum             | Originele titel                        | Nederlandse titel                                                  |
| ----------------- | -------------------------------------- | ------------------------------------------------------------------ |
| 11 maart 2010     | Curse of Briar Rose                    | Vloek van Doornroosje                                              |
| 25 februari 2011  | The Exciled Prince                     | De verbannen prins                                                 |
| 2 december 2011   | Rise of the Snow Queen                 | Bewind van de Sneeuwkoningin                                       |
| 21 september 2012 | The Red Riding Hood Sisters            | Zusters van de Rode Mantel                                         |
| 23 mei 2013       | The Final Cinderella                   | De laatste Assepoester                                             |
| 6 februari 2014   | Jack and the Sky Kingdom               | Sjaak en het Luchtkasteel                                          |
| 26 juni 2014      | Ballad of Rapunzel                     | Gezang van Rapunzel                                                |
| 13 november 2014  | The Little Mermaid and the Purple Tide | De Kleine Zeemeermin en de Paarse Getijdenkamer                    |
| 21 mei 2015       | Queen of Sands                         | De Zandkoningin (letterlijk vertaald)                              |
| 19 november 2015  | Goldilocks and the Fallen Star         | Goudlokje en de Gevallen Stef (letterlijk vertaald)                |
| 7 juli 2016       | Swan Princess & The Dire Tree          | De Zwanenprinses en De Verschrikkelijke Boom (letterlijk vertaald) |
| 22 september 2016 | The Thief and the Tinderbox            | De Dief en de Tondeldoos (letterlijk vertaald)                     |
| 24 februari 2017  | Requiem for the Forgotten Shadow       | Requiem voor de Vergeten Schaduw (letterlijk vertaald)             |
| 15 maart 2018     | Return of the Salt Princess            | Terugkeer van de Zoutprinses (letterlijk vertaald)                 |
| 1 november 2018   | The Match Girls Lost Paradise          | Het Verloren Paradijs van het Lucifermeisje (letterlijk vertaald)  |
| 19 september 2019 | Portrait of the Stained Princess       | Portret van de Bevlekte Prinses (letterlijk vertaald)              |